# Магнолія Суланжа (Чернівці, вул. Українська)
Магно́лія Сула́нжа — ботанічна пам'ятка природи місцевого значення в Україні. Розташована в межах міста Чернівці, вулиця Українська, 26.
Площа 0,01 га. Статус присвоєно згідно з рішенням виконавчого комітету Чернівецької обласної ради народних депутатів від 30 травня 1979 року № 198. Перебуває у віданні: гр. Білоус К. П.
Статус присвоєно для збереження окремого дерева магнолії Суланжа (Magnolia soulangeana).